# Christopher C. Augur

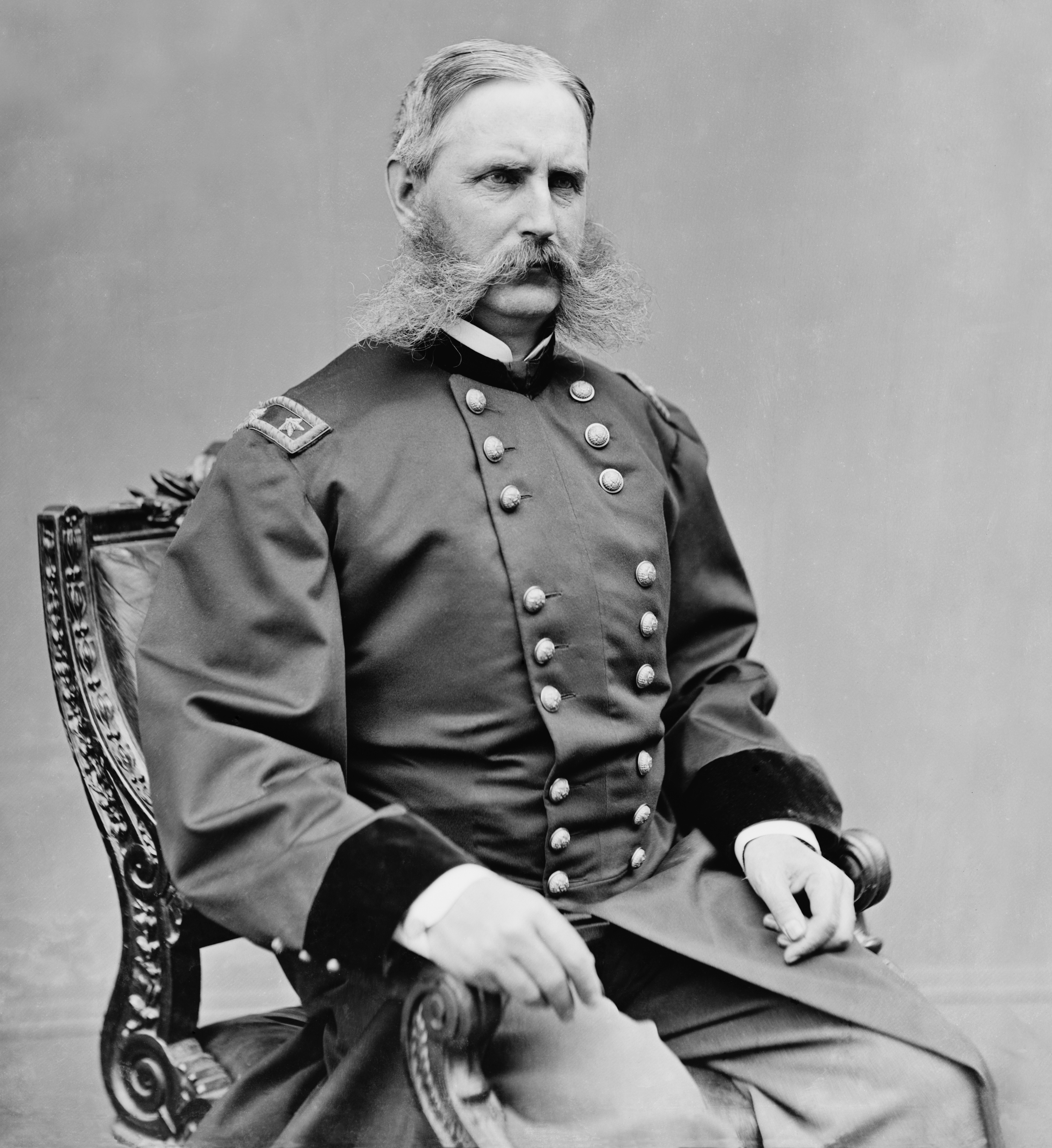
Christopher C. Augur

Christoph Columbus Augur (* 10. Juli 1821 in Kendall, Orleans County; † 16. Januar 1898 in Georgetown, Washington, D.C.) war ein amerikanischer Generalmajor der Nordstaaten im Sezessionskrieg.

## Leben
Christoph C. Augur wurde 1821 im Bundesstaat New York als Sohn von Ammon (1789–1830) und der Annis Augur (geborene Wellman, 1795–1872) geboren, seine Familie übersiedelte um 1830 nach Michigan. Chris Augur trat 1839 in die Militärakademie in West Point ein, zu seinen Klassenkameraden gehörten die zukünftigen Unionsgeneräle William B. Franklin, Ulysses S. Grant und Joseph Jones Reynolds sowie zukünftige Konföderierte Generäle Roswell Ripley, Samuel G. French und Franklin Gardner. Er machte 1843 seinen Abschluss und belegte den 16. Platz von 39. Kadetten seines Jahrganges.
Nach seinem Abschluss diente Augur während des Mexikanisch-Amerikanischen Krieges als Adjutant der Generäle Enos D. Hopping und Caleb Cushing und nahm in den 1850er Jahren aktiv an den Feldzügen der Westgrenze gegen die Yakima- und Rogue-River-Indianerstämme in Washington und 1856 gegen die Oregon-Indianer. In Oregon war er für den Bau von Fort Hoskins im Kings Valley verantwortlich. Augur wurde am 14. Mai 1861 in den Rang eines Majors des 13. Infanterie-Regiment befördert. Der amerikanische Bürgerkrieg war etwas mehr als vier Monate alt, als Augur am 26. August 1861 zum Kommandanten der Kadetten in West Point ernannt wurde und John F. Reynolds ersetzte, der zum Brigadegeneral aufgestiegen, diese Position am 25. Juni 1861 verlassen hatte, um aktive militärische Aufgaben zu erfüllen. Augur war bis zum 5. Dezember 1861 Kommandant der Kadetten und Ausbilder für Infanterietaktiken in West Point.
Im November 1861 wurde Augur zum Brigadegeneral der Freiwilligen ernannt und erhielt ein Brigadekommando im Corps von Brigadegeneral Irvin McDowell. Im Juli 1862 wurde er zum Kommandeur einer Division unter Generalmajor Nathaniel Banks versetzt. Augur wurde in der Schlacht am Cedar Mountain im August 1862 schwer verwundet. Er wurde am 14. November 1862 von Präsident Abraham Lincoln zum Generalmajor der Freiwilligen ernannt, mit effektivem Rang vom 9. August 1862. Präsident Lincoln musste seine Nominierung dreimal einreichen, bevor der US-Senat die Ernennung schließlich am 10. März 1863 bestätigte.
Im November 1862 wurde Augur wieder bei seinem alten Truppenteil dem XIX. Corps, in Dienst gestellt. Das Generalkommando des XIX. Corps umfasste die gesamte Golfarmee unter dem Kommando von Generalmajor Benjamin Butler, der sich zu dieser Zeit in Louisiana befand. Generalmajor Augur hatte am 2. Mai 1863 das Kommando in Baton Rouge, Louisiana, wo er unerwartet Oberst Benjamin H. Grierson empfing, der seine zerlumpte und erschöpfte freiwillige Brigade der Unionskavalleristen von ihrem sechzehntägigen, 600-Meilen-Überfall anführte, welcher hinter die konföderierten Linien in Tennessee, Mississippi und Louisiana führte. Augur bestand darauf, dass Grierson's Raid mit einer Parade geehrt und anschließend er und seine Soldaten mit fliegenden Bannern und Kampfmusik empfangen werden, wenn sie die Stadt betraten und in einer Kolonne einmarschierten, die sich über zwei Meilen durch die Straßen von Baton Rouge erstreckte.
Während der Belagerung von Port Hudson, die vom 27. April bis 9. Juli 1863 dauerte, befehligte Augur die 1. Division des XIX. Corps der Golfarmee, die von Major General Banks geführt wurde. Banks hatte Butler im Dezember 1862 als Kommandeur der Armee abgelöst. Augurs 1. Division fungierte während der Belagerung als linker Flügel der Einschließungsfront. Augur wurde am 13. März 1865 für seinen verdienstvollen Dienst während der Port-Hudson-Kampagne zuerst zum Brigadegeneral der US-Armee und dann am selben Tag zum Generalmajor für seinen Dienst während des Krieges brevetiert. Nach dem Fall von Port Hudson wurde ihm das Kommando über das XXII. Corps und damit auch das Department of Washington übertragen, das er vom 13. Oktober 1863 bis 13. August 1866 innehatte.
Augur war einer der Armeeoffiziere, die im Petersen House anwesend waren, wo der tödlich verwundete Präsident Abraham Lincoln hingebracht wurde, nachdem er von John Wilkes Booth angeschossen worden war. Auf Bitten von Kriegsminister Edwin Stanton ging Augur auf die Straße und rief nach einem kompetenten Phonographen, der die Stenographie gut genug beherrschte, um wörtliche Notizen für Stanton zu machen, als er Zeugen des tragischen Ereignisses dieser Nacht interviewte.
Nach dem Krieg befehligte Augur mehrere militärische Großverbände: die Division der Great Plains vom 15. Januar 1867 bis 13. November 1871; das Department of Texas von November 1871 bis März 1875; das Departments am Golf von 1875 bis 1. Juli 1878; die Division des Südens vom 1. Juli 1878 bis zum 26. Dezember 1880; und dann kehrte er in das Department of Texas zurück, wo er zwischen dem 2. Januar 1881 und dem 31. Oktober 1883 für etwa weitere drei Jahre befehligte. Von 1883 bis 1885 leitete er die Militärabteilung des Missouri. Er spielte auch eine wichtige Rolle bei der Aushandlung des Vertrags über die Medicine Lodge im Jahr 1867 und des Vertrags von Fort Laramie im Jahr 1868.
Er war Mitglied des Aztec Club of 1847, des Military Order of the Loyal Legion of the United States und des Military Order of Foreign Wars. Augur wurde 1869 zum Brigadegeneral der regulären Armee befördert, trat 1885 in den Ruhestand, starb im Januar 1898 und wurde auf dem Arlington National Cemetery beigesetzt. Eine Festung im Wyoming-Territorium wurde ihm zu Ehren kurz Fort Augur genannt.